# Panzer-Lehr-Division
La 130. Panzer-Lehr-Division, meglio conosciuta come Panzer-Lehr, fu una divisione corazzata d'élite dell'Heer (Wehrmacht) operativa durante la seconda guerra mondiale.

## Le origini
Il nucleo originario della divisione, il Panzer-Lehr-Regiment, venne formato il 1º ottobre 1937 su di un battaglione carri e uno di cacciacarri, e il 7 luglio 1939 il reggimento si unì al II battaglione dell'Infanterie-Lehr-Regiment "Döberitz" per formare il Panzer-Lehr-Regiment "Wünsdorf".
| Luogo          | Periodo             |
| Germania       | nov 1943 - feb 1944 |
| Francia        | feb 1944 - apr 1944 |
| Ungheria       | apr 1944 - mag 1944 |
| Francia        | mag 1944 - ago 1944 |
| Germania ovest | ago 1944 - dic 1944 |
| Ardenne        | dic 1944 - gen 1945 |
| Germania ovest | gen 1945 - apr 1945 |

Alcune unità del reggimento vennero, in particolare il II battaglione di fanteria e il III battaglione cacciacarri, impiegate nella campagna di Francia, e si riunirono al resto del reggimento solamente all'inizio del 1941. Pochi mesi più tardi i due battaglioni furono nuovamente assegnati ad altre unità per essere integrati nella 900. Panzer-Lehr-Brigade che prese parte all'operazione Barbarossa contro l'Unione Sovietica come parte dell'Heeresgruppe Mitte, arrivando alle porte di Mosca e venendo in parte distrutta nel corso della battaglia successiva.

All'inizio del 1942 i resti della 900. Panzer-Lehr-Brigade furono rimpatriati e nuovamente incorporati nel Panzer-Lehr-Regiment, che tuttavia dovette cedere nuovamente il suo II battaglione di fanteria per la formazione del 901. Panzer-Lehr-Regiment. Questo reparto, che venne equipaggiato con semicingolati, prese parte alle operazioni nella Russia meridionale nel corso dell'inverno 1942 venendo successivamente rimpatriato e riorganizzato nella primavera dell'anno successivo.
Inviato dapprima in Grecia per contrastare un'eventuale invasione Alleata nella tarda Primavera del 1943, e successivamente nella zona del Carso nel settembre del 1943, dove venne impiegato contro le truppe italiane di Fiume, venne in seguito trasferito in Croazia, al confine con la Bosnia, dove operò contro i partigiani jugoslavi fino al suo rientro in Germania nel novembre del 1943.

## Storia
Fu quindi da questi reparti e dalla Panzertruppenschulen I e Panzertruppenschulen II (unità che addestravano i nuovi carristi in Germania) che, il 30 dicembre 1943, venne formata a Potsdam la Panzer-Lehr-Division, una delle ultime divisioni corazzate della Wehrmacht. Il suo comando venne assunto dal generalleutnant Fritz Bayerlein, veterano dell'Afrika Korps che venne sostituito tra il giugno e il dicembre 1944 dal generalmajor Hyazinth Graf Strachwitz, membro della nobiltà prussiana che contava molti suoi esponenti all'interno della divisione.
Prima ancora che la divisione avesse completato la sua formazione e il suo addestramento, nel marzo del 1944 venne trasferita al confine con l'Ungheria per essere impiegata nell'operazione Margarethe, ossia l'occupazione del paese magiaro da parte delle truppe tedesche per impedire la caduta del governo fedele al Terzo Reich. Alla fine di questa operazione, condotta senza combattimenti, la divisione venne nuovamente trasferita in Francia, nella zona a ovest di Parigi non lontano dalla Normandia.

### In Normandia

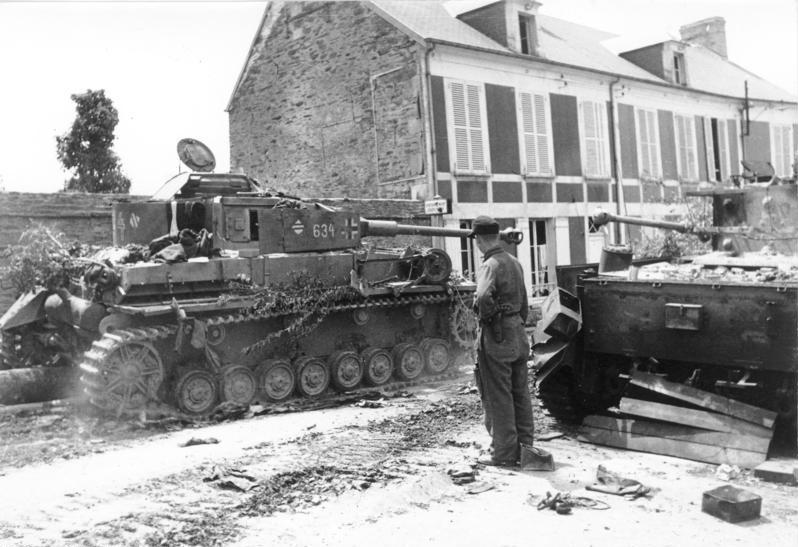
Un Panzer IV della divisione distrutto nel giugno 1944 a Villers-Bocage

Lo stesso giorno dello sbarco degli Alleati (il 6 giugno 1944) la Panzer-Lehr-Division ricevette l'ordine dal comandante della VII Armata, generale Friedrich Dollmann, che sostituiva temporaneamente il comandante del fronte occidentale Erwin Rommel, di trasferirsi nella zona del fronte, anche se, a causa della superiorità aerea Alleata che impediva ogni tipo di movimento ai mezzi corazzati, poté raggiungere Caen solamente due giorni dopo perdendo quasi 200 mezzi, per schierarsi nella zona di Villers-Bocage. Qui, insieme ai Panzer VI Tiger I dello Schwere SS-Panzer-Abteilung 101 di Michael Wittmann, riuscì a fermare il tentativo di sfondamento britannico del 13 giugno, venendo in seguito impegnata nella difesa della zona di Tilly fino alla fine di giugno, quando venne ritirata dal fronte per essere riorganizzata.
All'inizio di luglio la Panzer-Lehr venne nuovamente schierata al fronte nella zona di Saint-Lô contro le truppe americane. Il 25 luglio 1944 l'attacco nemico per sfondare il fronte in Normandia, l'operazione Cobra, si scontrò proprio contro il settore tenuto dagli uomini della Panzer-Lehr, che vennero investiti da un pesantissimo bombardamento a tappeto subendo ingenti perdite. I resti della divisione vennero ritirati verso sud e, dopo un breve impiego a difesa del fianco settentrionale del contrattacco in direzione di Mortain, ripiegarono successivamente in direzione della Senna. Solamente i resti del 902. Panzergrenadier-Regiment rimasero intrappolati nella sacca di Falaise, e pochi uomini riuscirono a ripiegare.

### Le Ardenne
I pochi reparti ancora in grado di combattere ripiegarono verso ovest passando per Parigi, la Marna e il Lussemburgo, per riparare in Germania dietro la Linea Sigfrido nella zona di Bitburg, a est del fiume Sure. Fu in questa zona che operò nel settembre del 1944 il kampfgruppe von Hauser (gruppo di battaglia "von Hauser"), composto dai resti del I battaglione del 901. Panzergrenadier-Regiment, dai 12 panzer rimasti alla 5ª compagnia del Panzer-Lehr-Regiment e da elementi del genio, dei controcarri e della ricognizione.

Nell'ottobre successivo il kampfgruppe si riunì agli altri elementi della divisione presso il campo di addestramento di Senneläger, dove la divisione venne ricostituita solo parzialmente a causa della mancanza di mezzi e di uomini. Verso la metà di novembre, la Panzer-Lehr-Division venne inviata in Lorena per prendere parte a un contrattacco contro le unità americane di George Patton che avanzavano in direzione della Saar.
Nei primi giorni di dicembre la divisione, ancora impegnata in combattimento, ricevette l'ordine di trasferirsi a nord, nella zona di Dasburg, per essere riorganizzata in vista dell'offensiva delle Ardenne: al 16 dicembre la Panzer-Lehr poteva disporre di 29 Panzer V Panther e di 34 Panzer IV, mentre la situazione dei mezzi controcarro era grave dato che poteva contare solo su 15 cacciacarri e 3 cannoni anticarro. Anche l'artiglieria era al limite, con soli 7 obici da 105 mm e altri 12 da 150 mm.

Nel corso dell'attacco la Panzer-Lehr operò nel settore centrale del fronte, aggirando Bastogne e muovendo in direzione della Mosa fino a raggiungere Rochefort. Alla fine del gennaio 1945, al termine della controffensiva americana, la divisione venne ritirata dal fronte per essere nuovamente riorganizzata e trasferita, all'inizio di febbraio, dapprima nella zona di Euskirchen, poi nella Reischwald, dove si oppose alle truppe britanniche.

### La fine della guerra
Nel marzo del 1945 la divisione venne ancora una volta ritirata dal fronte per essere riorganizzata nella zona di Düsseldorf, ma dopo la creazione della testa di ponte americana sul Reno a Remagen, venne nuovamente ritirata. Sfuggita all'accerchiamento nella sacca della Ruhr, la Panzer-Lehr ripiegò combattendo verso ovest per arrendersi alle forze americane nei primi giorni del maggio 1945 nella zona di Altena.

## Decorazioni
Nonostante la breve vita della Panzer-Lehr, i suoi uomini ebbero ugualmente modo per distinguersi in combattimento meritandosi varie onorificenze.

20 soldati ricevettero la Croce Tedesca d'oro e uno quella d'argento, 18 si videro appuntare la Spilla d'Onore dell'Esercito e altri 9 la Croce di Cavaliere della Croce di Ferro, delle quali una con Fronde di Quercia e una con Fronde di Quercia e Spade.

## Organizzazione
| Organizzazione                       |
| Panzer-Lehr-Regiment 130             |
| Panzergrenadier-Lehr-Regiment 901    |
| Panzergrenadier-Lehr-Regiment 902    |
| Panzer-Artillerie-Regiment 130       |
| Feldersatz-Bataillon 130             |
| Panzeraufklärungs-Lehr-Abteilung 130 |
| Heeres-Flak-Artillerie-Abteilung 311 |
| Panzerjäger-Abteilung 130            |
| Panzer-Lehr-Pionier-Bataillon 130    |
| Panzernachrichten-Abteilung 130      |
| Panzer-Versorgungstruppen 130        |

## Comandanti
| Nome                     | Grado           | Inizio          | Fine             |
| Fritz Bayerlein          | Generalleutnant | 10 gennaio 1944 | giugno 1944      |
| Hyazinth Graf Strachwitz | Generalmajor    | 8 giugno 1944   | 23 agosto 1944   |
| Rudolph Gerhardt         | Oberst          | 23 agosto 1944  | 8 settembre 1944 |
| Paul von Hauser          | Oberst          | settembre 1944  | data sconosciuta |
| Fritz Bayerlein          | Generalleutnant | settembre 1944  | 15 gennaio 1945  |
| Horst Niemack            | Oberst          | 15 gennaio 1945 | 31 marzo 1945    |
| Horst Niemack            | Generalmajor    | 1º aprile 1945  | 3 aprile 1945    |
| Paul von Hauser          | Oberst          | 3 aprile 1945   | 15 aprile 1945   |

Dati tratti da:

## Videogiochi
Una rappresentazione videoludica della Panzer-Lehr-Division è presente in Steel Division: Normandy 44.